# Жизненный план. Революционная теория о том, почему мы стареем и возможно ли этого избежать
«Жизненный план. Революционная теория о том, почему мы стареем и возможно ли этого избежать» (англ. Lifespan: Why We Age – and Why We Don't Have To) — научно-популярная книга, написанная австралийским биогеронтологом Дэвидом Синклером и журналистом Matthew LaPlante в сентябре 2019 года. В книге авторы анализируют, как технологии, диета, физические упражнения и изменение стиля жизни, включая периодическое голодание и воздействие холода, могут увеличить продолжительность человеческой жизни.

## Краткий обзор
Книга имеет 3 части:
- «Часть I: Что мы знаем (прошлое)» — содержит 3 главы
- «Часть II: Что мы изучаем (настоящее)» — содержит 4 главы
- «Часть III: Куда мы идём (будущее)» — содержит 2 главы

Плюс вступление и заключение.
Авторы стремятся донести до широкой публики точку зрения профессионалов на причины старения, включая геномную нестабильность, происходящую от повреждений ДНК; изменения в эпигеноме, контролирующем включение и выключение генов; нарушение динамической регуляции белков, известной под термином протеостаз; иссякание запаса стволовых клеток; выработку в организме воспалительных молекул.
Авторы заявляют, что если человечество решит хотя бы одну из этих проблем, то процесс старения человека можно будет замедлить. А если решит все, то старение можно будет остановить полностью и даже повернуть вспять.

## Восприятие критиками
В 2019 году The New York Times поместил только что дебютировавшую книгу на 11 место в своём списке публицистических (nonfiction) книг в твёрдом переплёте.
В 2019 году, давая интервью, Дэвид Синклер отверг предположение, что увеличение продолжительности жизни приведёт в перенаселению Земли. Он заявил, что численность людей Земли выровняется в течение следующих пары десятков лет, поскольку более здоровые люди имеют тенденцию иметь меньше детей. По его словам, во многих развитых странах численность людей уже сейчас начала снижаться, так что страхи перед перенаселением планеты необоснованы.

## Издания
- Atria Books[англ.]; Illustrated edition, 1 издание (жёсткая обложка, 432 стр.), выпущено 10 сентября 2019: ISBN 1-501-19197-7
- Thorsons, 1 издание (жёсткая обложка, 320 стр.), выпущено 10 сентября 2019: ISBN 0-008-35374-3
- Thorsons, 1 издание (мягкая обложка), выпущено 10 сентября 2019: ISBN 0-008-38032-5